# 玖源集團
玖源化工（集團）有限公司，簡稱玖源化工（集團），以及玖源集團（英語：Ko Yo Chemical (Group) Limited，港交所：0827），於1996年，由李洧若（主席）創立，名為「玖源發展有限公司」。
現時業務在國內經營化工及化肥产品的生产、研究、开发、推广及分销，總部位於香港铜锣湾告士打道信和广场3102室。
招股價為0.4港元，發行新股為1.28億股，集資額為0.512億港元，股份則在2003年7月10日，以當時「玖源生态农业科技（集团）有限公司」名義，於港交所創業板上市，其後在2008年8月25日轉在主板上市。

## 連結
- KoyoChem.com （页面存档备份，存于）